# ROKS Han Sanggook
Le ROKS Han Sanggook (PKG-712) est un patrouilleur lance-missiles (PKG) de la marine de la république de Corée, le deuxième navire de la classe Gumdoksuri.

## Conception
La classe Gumdoksuri est une classe de patrouilleurs de nouvelle génération conçus pour la marine de la république de Corée (ROKN), l’une des classes de navires les plus avancés technologiquement de la Corée du Sud. Ces bateaux à grande vitesse sont armés de missiles et sont conçus pour remplacer les anciens patrouilleurs de la classe Chamsuri. Les navires de 440 tonnes mesurent 63 mètres de long et 9 mètres de large. Ils ont une vitesse maximale de 41,5 nœuds (76,9 km/h). Officiellement, ils sont classés comme patrouilleurs rapides (PKX) ou comme patrouilleurs-tueurs lanceurs de missiles guidés (PKG).
La classe Gumdoksuri est équipée d’un système de combat technologique indépendant, qui se compose d’un EOTS et d’un radar de poursuite. Le radar de recherche peut identifier plus de 100 cibles simultanément. Une autre caractéristique importante est le système de traçage électronique optique, avec fonctions de suivi de cible. 
Leur arme principale est un canon Otobreda 76 mm refroidi à l’eau. Ils sont également armés d’un canon de 40 mm et de missiles antinavires SSM-700K Haeseong. L’armement est contrôlé par un système de conduite de tir Saab CEROS 200 et les cibles sont détectées par un radar STX RadarSys SPS-100k.

## Carrière
L’Administration du programme d'acquisition de la défense (DAPA) a attribué en 2007 un contrat à STX Offshore & Shipbuilding pour la construction de quatre navires de classe Gumdoksuri. Les ROKS Han Sanggook (PKG-712) et ROKS Jo Chunhyung (PKG-713) ont été lancés en septembre 2009. Les ROKS Hwang Dohyun (PKG-715) et ROKS Suh Hoowon (PKG-716) ont été lancés en décembre 2009.
Le ROKS Han Sanggook (PKG-712) a été construit par STX à Changwon, lancé le 23 septembre 2009 et mis en service le 15 septembre 2011.
Du 16 au 20 septembre 2019, trois officiers subalternes affectés aux unités de la 7e flotte américaine ont visité les installations, les unités opérationnelles et les sites culturels de la république de Corée (ROK) dans le cadre de la 12e édition du programme combiné d’échange. Combined Edge a été créé en 2016 pour améliorer l’intégration et l’interopérabilité des flottes de combats, resserrer les relations et renforcer la confiance et la compréhension mutuelles entre les marines américaine et sud-coréenne, en offrant aux officiers de la marine américaine la possibilité d’embarquer sur des navires de la marine sud-coréenne. Les trois officiers ont effectué des visites guidées du quartier général de la 2e flotte de la République de Corée, du West Sea Protection Hall et du mémorial du ROKS Cheonan (PCC-772), où ils ont acquis une meilleure compréhension de l’importance que la marine de la république de Corée accorde à son histoire maritime et à son patrimoine naval. Ils ont ensuite embarqué sur le ROKS Han Sanggook. À bord du ROKS Han Sanggook, les officiers ont découvert les capacités du patrouilleur et la façon dont l’équipage exécute sa mission de surveillance près des îles du Nord-Ouest de la République de Corée, dans la zone de responsabilité de la 2e flotte de la République de Corée.